# 詹姆斯·欧文 (曲棍球运动员)
詹姆斯·欧文（英語：James Irvine，1948年12月2日—），澳大利亚前男子曲棍球运动员。他曾代表澳大利亚国家队参加1976年和1984年夏季奥林匹克运动会曲棍球比赛，其中1976年奥运会获得一枚银牌。